# یان زوکول
یان زوکول (آلمانی: Jan Sokol؛ زادهٔ ۲۶ سپتامبر ۱۹۹۰) دوچرخه‌سوار اهل اتریش است.